# Muskatbronzemännchen

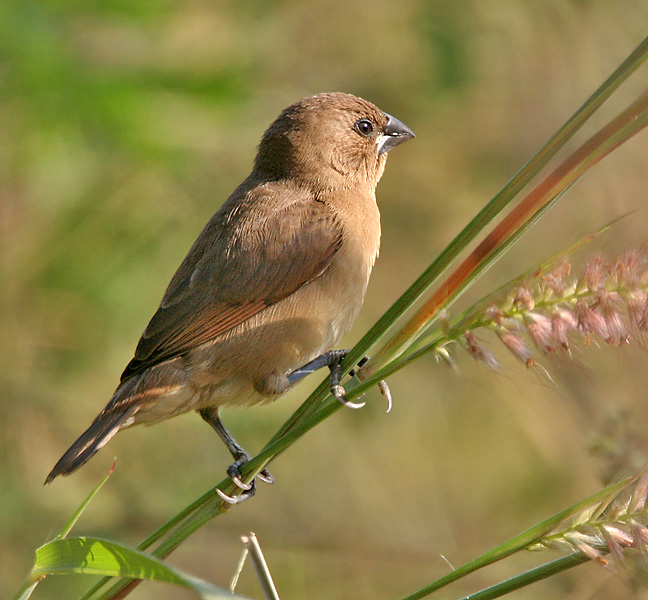
Noch nicht ausgefärbter Jungvogel

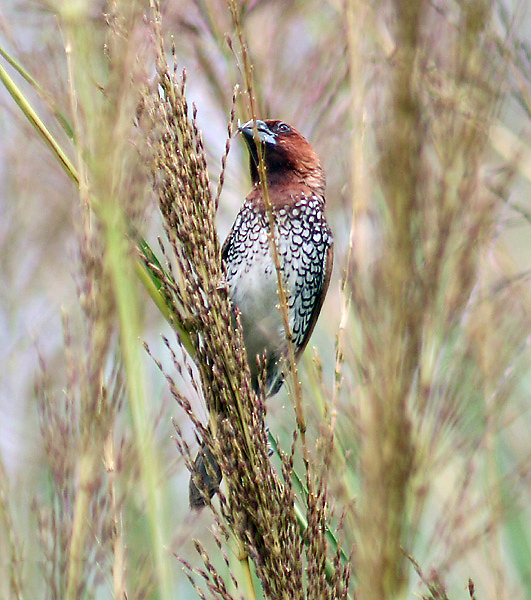

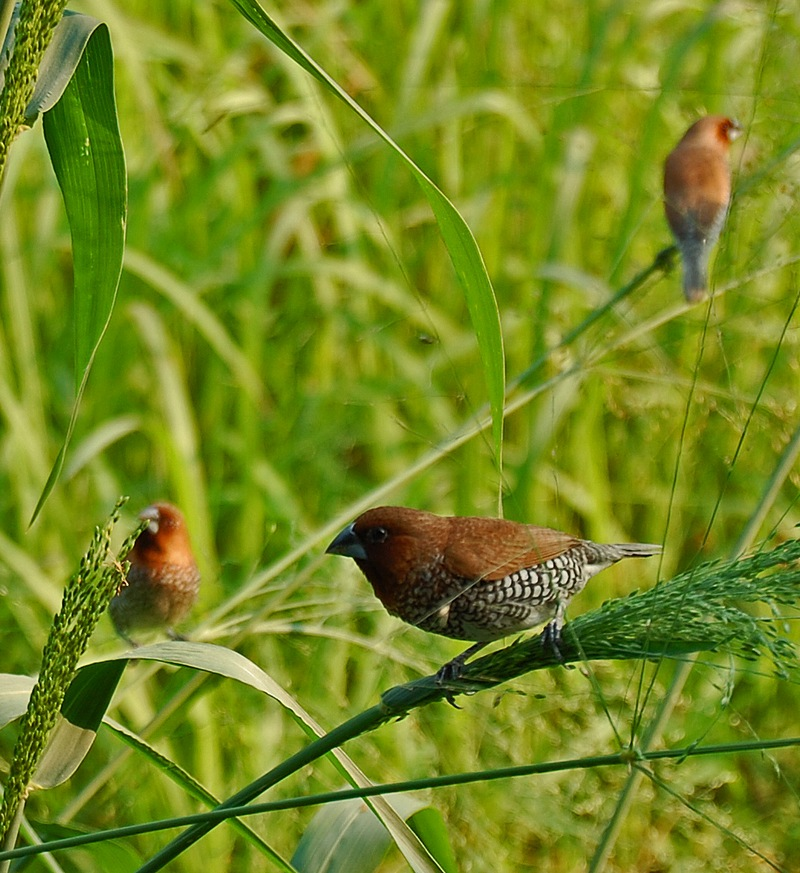
Muskatfinken, Westjava

Das Muskatbronzemännchen (Lonchura punctulata), auch Muskatfink, Muskatvogel oder Muskatamadine genannt, ist eine Art aus der Familie der Prachtfinken, die in Südostasien beheimatet ist.
Die Art spielt in der Ziervogelhaltung eine Rolle und wurde als Gefangenschaftsflüchtling in verschiedenen Weltregionen eingebürgert.

## Erscheinungsbild

### Adulte Vögel
Insgesamt wurden 12 Unterarten der Muskatbronzemännchen beschrieben. Die Art weist keinen Geschlechtsdimorphismus auf.
Die Nominatform Lonchura punctulata punctulata ist der 12 Zentimeter große Indische Muskatfink, der 1758 von Carl von Linné beschrieben wurde. Bei dieser in Indien und auf Sri Lanka vorkommenden Unterart sind Kopf, Kehle, Halsseite und Nacken sowie die gesamte Körperoberseite einheitlich schokoladen- bis mahagonibraun. Auf der Körperunterseite zeigt sich eine deutliche abgesetzte Schuppenzeichnung, wobei die Grundfarbe weiß und die Zeichnung schwarzbraun bis schwarz ist. Die mittleren Schwanzfedern sowie die Oberschwanzdecken sind braungelb. Die übrigen Schwanzfedern sind dunkelbraun mit braungelben Säumen.
Die Mitte des Bauches sowie der Steiß und die Unterschwanzdecken sind völlig weiß. Der Schnabel ist schwarz  und die Füße sind von blaugrauer Farbe. Die Augen sind rotbraun gefärbt.
Von der Nominatform unterscheiden sich die anderen Unterarten durch ein helleres Braun, eine in Farbe und Form veränderte Schuppenzeichnung, dunklere Augenfarben und anders gefärbte Oberschwanzdecken.

### Jungvögel
Die Jungvögel sind auf der Körperoberseite gelblich erdbraun. Der Schwanz und der Bürzel sind gleichfalls braun. Die Körperunterseite ist hell gelbbräunlich und es fehlen noch alle dunklen Zeichnungen. Die Jugendmauser beginnt im Alter von sechs bis acht Wochen und kann sich unter Umständen über bis zu fünf Monate hinziehen.
Die Rachenzeichnung der Jungen ist eine schieferschwarze Hufeisenzeichnung, die von einer breiten gelblichweißen Zeichnung in gleicher Form auf beiden Seiten begrenzt wird. Sie ist auch bei den erwachsenen Vögeln noch sichtbar.

### Stimme
Das Muskatbronzemännchen zeigt ein in Stufen abfallendes Trillern, zu dem auch ein Schnurren und Pfeifen gehört. Das Gesangsrepertoire ist sehr unterschiedlich. Noch ist nicht vollkommen geklärt, ob diese Gesangsunterschiede individueller Natur sind oder ob der Gesang von der Unterart abhängig ist.

## Verbreitungsgebiet und Lebensraum

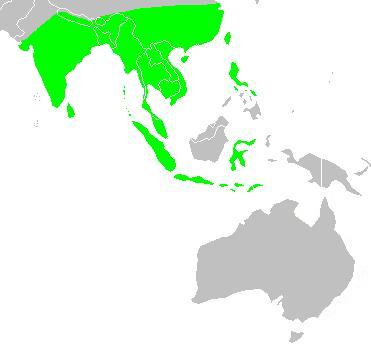
Verbreitungsgebiet (grün) des Muskatbronzemännchens

Muskatbronzemännchen kommen von Indien und Süd-China über Taiwan, Sri Lanka, Laos, Kambodscha, Vietnam, Sumatra, bis zu den Philippinen, Bali, Lombok, Timor, Celebes und Java vor.
Das Muskatbronzemännchen zählt zu den Arten, die vom Menschen in verschiedenen Weltregionen als Neozoon eingeführt wurden. Im Osten Australiens wurde der Chinesische Muskatfink (L. p. topela) eingebürgert und hat sich dort sehr stark ausgebreitet. Er kommt mittlerweile außerdem auf den Seychellen, Mauritius und Réunion, auf Cebu, den Karolinen, auf Hawaii vor. Gefangenschaftsflüchtlinge finden sich auch auf Puerto Rico und im südlichen Florida.
Der Lebensraum des Muskatbronzemännchens sind offene Gebiete. Sie kommt beispielsweise in Gras- und Unkrautwildernissen vor. Sie hat sich den menschlichen Siedlungsraum als Lebensraum erschlossen und hält sich gerne in der Nähe von Reisfeldern, in Gärten und am Rand von Siedlungen auf. Sie wird gelegentlich noch in größeren Höhenlagen beobachtet und kommt in geringer Zahl im Himalaya und in den Gebirgen des chinesischen Grenzgebietes noch auf 2.000 Metern vor. In der Regel hält sie sich jedoch in niedrigeren Höhenlagen auf.

## Lebensweise

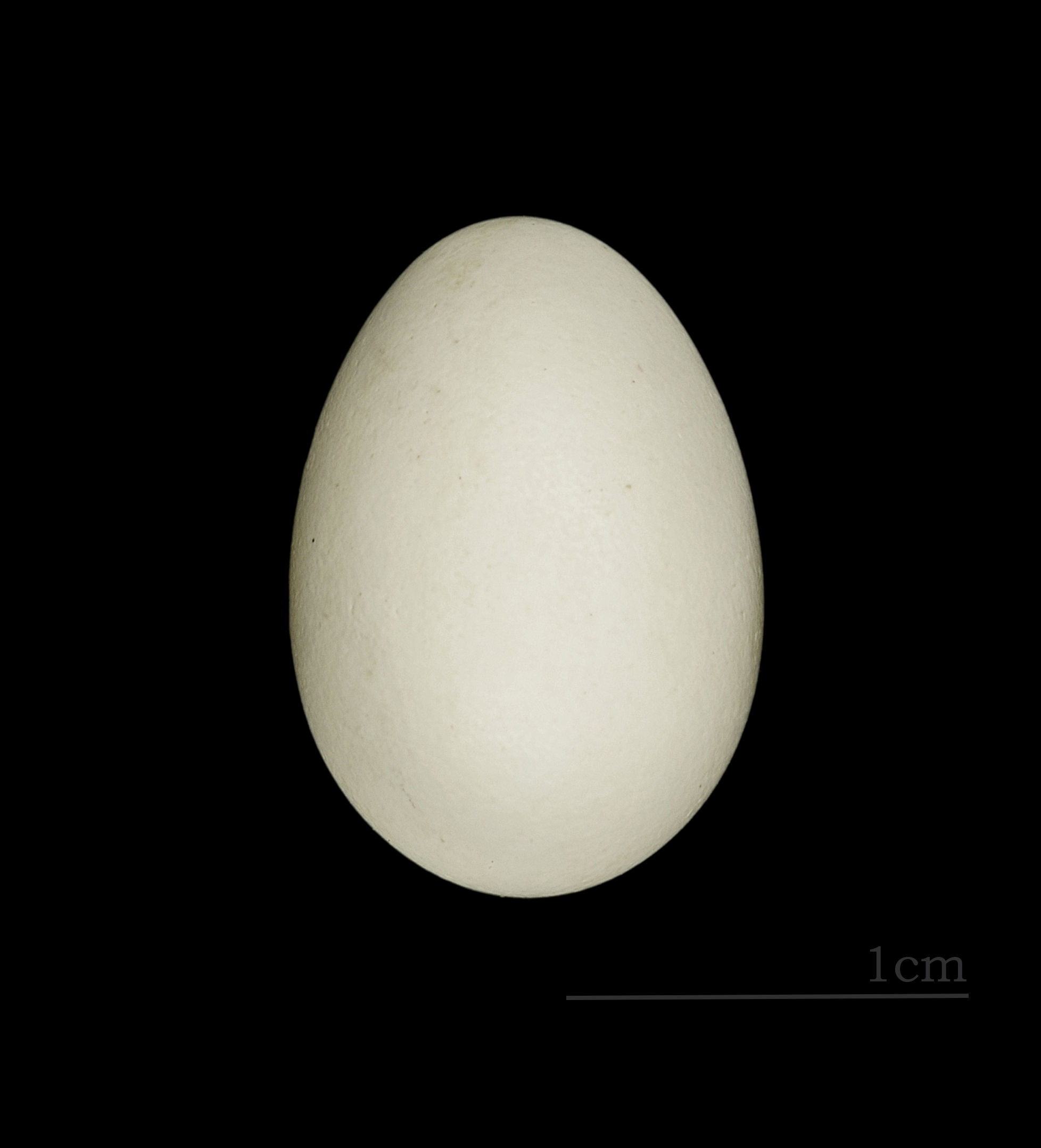
Ei des Muskatbronzemännchens

Muskatbronzemännchen sind sehr gesellige Vögel und halten sich überwiegend in kleinen Gruppen auf. Während der Reisreife können sich jedoch auch größere Schwärme bilden, die mehr als einhundert Individuen umfassen. Ihre Nahrung sind hauptsächlich Grassamen, die sie am Boden aufnehmen. Halbreife Reiskörner werden von ihnen jedoch gleichfalls sehr gerne aufgenommen und in Reisfeldern kann man sie beobachten, wie mehrere Muskatbronzemännchen dicht beieinander auf einem oder mehreren Halmen sitzen.
Die Brutzeit variiert in Abhängigkeit vom Standort. In tropischen Niederungsgebieten werden Nester zu allen Jahreszeiten gefunden, ein Höhepunkt der Fortpflanzungsaktivität fällt jedoch gewöhnlich auf die Zeit des Monsunregens. In den größeren Höhen des Himalayas beschränkt sich die Brutzeit dagegen auf die Monate August und September. In Queensland, wo das Muskatbronzemännchen eingeführt wurde, brütet sie elf Monate im Jahr.
Nester werden häufig kolonieweise angelegt. Gelegentlich stehen Nester so nahe nebeneinander, dass sich die Nestwände berühren. Als Niststandort werden dornenbewehrte Gehölze bevorzugt. Muskatbronzemännchen bauen jedoch ihre Nester auch in die grundständigen Wirteln von Palmenwedeln. Nester finden sich aber auch in Spalieren oder in Schlingpflanzen an Veranden. Beim Nestbau werden zwischen fünfhundert und siebenhundert Halme verbaut. Das Gelege besteht aus vier bis sieben weißen Eiern. Die Brutdauer beträgt fünfzehn bis sechzehn Tage. Beide Elternvögel beteiligen sich am Brutgeschäft. Nach 21 bis 25 Tagen verlassen die Jungvögel das erste Mal das Nest. Sie kehren jedoch bis zu ihrer Selbständigkeit zum Übernachten ins Brutnester zurück.

## Haltung
Muskatbronzemännchen wurden bereits zu Beginn des 18. Jahrhunderts nach Europa eingeführt. Sie sind seitdem regelmäßig und häufig im Handel. Die Nachzuchtraten sind allerdings nicht sehr hoch, was möglicherweise an dem steten Angebot von Importvögeln liegt. Am häufigsten werden in Europa die chinesische Unterart Lonchura punctulata topela und die in Indien beheimatete Nominatform Lonchura punctulata punctulata gehalten.
Das Muskatbronzemännchen gilt als ein idealer Käfig- und Volierenvogel, der leicht einzugewöhnen ist und an Unterbringung und Ernährung Ansprüche stellt, die es auch Anfängern in der Vogelhaltung möglich macht, diese Art zu pflegen. Sie kann bei guter Haltung ein Lebensalter von sieben bis acht Jahren erreichen. Ihr hochentwickeltes Sozialverhalten zeigt sie allerdings nur, wenn sie in einer Gruppe in einer Voliere gehalten wird. Wegen ihrer Friedfertigkeit ist sie für die Vergesellschaftung mit anderen Prachtfinkenarten geeignet.

## Belege

### Einzelbelege
1. ↑  Nicolai et al., S. 326
2. ↑  Nicolai et al., S: 320
3. ↑  Nicolai et al., S. 322
4. 1 2  Nicolai et al., S. 323
5. ↑  Nicolai et al., S. 324